# Uwe Dulias
Uwe Dulias (* 4. September 1956) ist ein deutscher Journalist und Entwicklungs-Chefredakteur der Mediengruppe Madsack.

## Leben
Uwe Dulias begann seine journalistische Tätigkeit mit einem Volontariat bei der Hildesheimer Allgemeine Zeitung. Anschließend arbeitete er als Sportreporter bei der BILD-Zeitung. Er war zuerst zuständig für die HSV-Berichterstattung, wechselte später als Dispatcher an den Hamburg-Desk. 
1987 holte ihn Wolfgang Clement zur Hamburger Morgenpost und machte ihn gemeinsam mit Michael Schickel zum Sportchef der Zeitung. Schickel und Dulias schrieben gemeinsam das FC-St.-Pauli-Buch 1:0 am Millerntor.
1990 holte ihn Wieland Sandmann nach Berlin. Als stellvertretender Chefredakteur formte Uwe Dulias aus der ehemaligen DDR-Zeitung BZ am Abend das Boulevardblatt Berliner Kurier. 1993 ging er nach Hamburg zurück und übernahm als Stellvertreter von Manfred von Thien die Hamburger Morgenpost. 1995 folgte er dem Ruf des Axel-Springer-Verlages. Zuerst leitete er die Hamburger Redaktion der WELT-Hamburg-Gruppe, später kümmerte er sich gemeinsam mit Matthias Döpfner um die Gesamtausgabe. 1999 berief Claus Larass ihn in die BILD-Chefredaktion. Trotz Großbrand der Druckerei in Kettwig konnte BILD in dieser Zeit die Auflage stabil halten. Mit Udo Röbel als Chefredakteur entwickelte Uwe Dulias Bild.de und bahnte die Kooperation zwischen Bild.de und T-Online an.
Nach der seiner Zeit bei BILD gründete Uwe Dulias zuerst die Hamburg Media.Company, dann die Consulting-Agentur DMS-Media und beriet die Verlage Ringier oder Gruner + Jahr bei ihren Zeitungsgeschäften in Osteuropa. Unter anderen gründete Dulias in dieser Zeit CZ-Sport in Prag, Nemzetti Sport in Ungarn, Evenimentul Zilei, Adevărul, Click und ProSport in Bukarest sowie Blic in Belgrad.
2006 wurde Dulias auch als Verleger aktiv. Nach der „Orangen Revolution“ gründete er mit Christoph Rohner und Michael Pfad in Kiew die Zeitung Blikk, die später an den Schweizer Verlag Ringier verkauft wurde. Zwei Jahre später begann Dulias als Herausgeber für eine private Investment-Gruppe das Klima-Magazin, das nach fünf Ausgaben wieder eingestellt wurde.
Als Apple das iPad auf den Markt brachte, gründete Dulias mit dem ehemaligen Bild-Chefredakteur Udo Röbel die App-Schmiede Apptory. Für die App der Frankfurter Rundschau wurde Uwe Dulias für den Grimme-Preis nominiert. 2012 holte Madsack-Geschäftsführer Thomas Düffert den Journalisten nach Hannover. Uwe Dulias verantwortet bei der Mediengruppe die Neuentwicklungen im Print- und Digitalbereich und amtiert als Geschäftsführer des RedaktionsNetzwerk Deutschland.

## Werke
- 1:0 am Millerntor. Zusammen mit Michael Schickel. Hamburg:Rasch und Röhring 1989. ISBN 3-89136-263-3